# Ішим (Яйський округ)
Іши́м (рос. Ишим) — село у складі Яйського округу Кемеровської області, Росія.

## Населення
Населення — 378 осіб (2010; 486 у 2002).
Національний склад (станом на 2002 рік):
- росіяни — 95 %